# Saúl Ñíguez
Saúl Ñíguez Esclápez (španělská výslovnost: [saˈul ˈɲiɣeθ]; * 21. listopadu 1994 Elche), známý jako Saúl, je španělský profesionální fotbalista, hrající jako střední nebo defensivní záložník za španělský klub Sevilla, kde je na hostování z Atlética Madrid.
Poté, co prošel mládežnickou akademií Atlética, nastoupil do více než 290 soutěžních zápasů za klub. V sezóně 2013/14 byl zapůjčen do Rayo Vallecana, hrajícího také v La Lize.
Poté, co Saúl reprezentoval Španělsko v různých mládežnických kategoriích, pomohl výběru do 21 let obsadit druhé místo na Mistrovství Evropy 2017, přičemž se stal nejlepším střelcem na tomto turnaji. Byl vybrán i do seniorského týmu na Mistrovství světa 2018 do Ruska.

## Klubová kariéra
Saúl se narodil v Elche, Valencie. Ve věku 11 let se dostal do mládežnických týmů Realu Madrid a poté, v roce 2008, přešel k městským rivalům, do Atlética. V sezóně 2010/11 debutoval mezi muži. Ve třetí nejvyšší španělské lize se objevil v rezervě svého týmu a jeho první gól přišel v zápase proti Extremadura UD 10. dubna 2011, byla to jeho jediná trefa v sezóně.
V létě roku 2011 se Saúl připojil k hlavnímu týmu Atlética na předsezónní přátelské zápasy. 10. července se dvakrát prosadil při zápasu proti CD Arcángel.
Dne 8. března 2012, ve věku pouhých 17 let a 108 dní, Saúl uskutečnil svůj oficiální debut v prvním týmu Colchoneros, když si zahrál posledních šest minut v utkání Evropské ligy UEFA proti Beşiktaşi. Jeho druhý zápas přišel až 20. září, kdy opět jako náhradník nastoupil do zápasu Evropské ligy, tentokrát proti Hapoelu Tel-Aviv; o tři dny později vstřelil oba góly za rezervu Atlética v derby proti Real Madrid C, zápas skončil 2:1.
Saúl debutoval v La Lize dne 21. dubna 2013 a poté, co vystřídal Kokeho si zahrál dvě minuty při výhře 1:0 nad Sevillou. Opět z lavičky se objevil ve svém druhém ligovém zápase 4. května proti Deportivu de La Coruña.
Dne 21. července 2013 podepsal Saúl s Rayem Vallecanem smlouvu o sezónním hostování. Poté, co se vrátil, nastoupil v obou zápasech Supercopy de España v roce 2014, ve kterém Atlético porazilo Real Madrid.
V Madridském derby dne 7. února 2015 nahradil Saúl zraněného Kokeho po deseti minutách a krátce poté vstřelil druhý gól svého týmu, a to v zápase, který skončil 4:0. Od sezóny 2015/16 se po odchodu Maria Suáreze a zranění Tiaga Mendese stal členem základní sestavy týmu vedeného Diegem Simeonem.
Dne 27. dubna 2016 Saúl odehrál 85 minut v prvním zápase semifinále Ligy mistrů proti Bayernu Mnichov a také vstřelil jediný gól utkání. Ve finále proti Realu Madrid odehrál celých 120 minut a proměnil pokutový kop v penaltovém rozstřelu, který však Atlético prohrálo 5:3. V další sezóně pomohl Atléticu opět v Lize Mistrů. Tentokráte při osmifinálovém zápase proti anglickému Leicesteru se prosadil, aby zachránil remízu 1:1, díky této trefě postoupili do dalšího kola turnaje. V dubnu 2017 při rozhovoru pro Diario AS, oznámil, že odehrál dvě sezóny se závažnými zdravotními problémy.
Dne 1. července 2017 podepsal Saúl novou devítiletou smlouvu. V Evropské Lize nastoupil do devíti zápasů, v nichž vstřelil tři branky a i díky němu Atlético celou soutěž vyhrálo.
Saúl odehrál svůj 250. zápas za klub dne 18. srpna 2019, při výhře nad Getafe. V sezonním finále Supercopa de España proti Realu Madrid skončil zápas 0:0 po prodloužení, avšak Atlético opět padlo při pokutových kopech, když Saúl a Thomas Partey zmařili své pokusy a Real se mohl radovat z další trofeje.
Dne 30. června 2020 proměnil Saúl dva pokutové kopy při remíze 2:2 s Barcelonou, bylo to poprvé, co se povedlo Atléticu alespoň dvakrát prosadit proti tomuto soupeři pod Simeonem.

## Reprezentační kariéra
Saúl odehrál dohromady za všechny mládežnické kategorie španělského národní týmu 60 zápasů. Zažil individuální a kolektivní úspěch v týmu do 19 let, když v roce 2012 zvítězili na Mistrovství Evropy a dostal se do nejlepší jedenáctky turnaje.
Dne 26. května 2015 byl Saúl poprvé povolán do seniorské reprezentace k přátelskému zápasu s Kostarikou a kvalifikačnímu utkání na Euro 2016 proti Bělorusku, ale na hřiště se nedostal.
Saúl debutoval 1. září 2016 v Belgii, když odehrál 15 minut při vítězství 2:0. Byl korunován nejlepším střelcem na Mistrovství Evropy do 21 let UEFA v roce 2017, také vstřelil hattrick, kterým pomohl v semifinále porazit Itálii 3:1.
Saúl byl vybrán do nominace na Mistrovství světa ve fotbale 2018 v Rusku manažerem Julenem Lopeteguim. Na Mistrovství však do hry nezasáhl.
Pod novým trenérem Luisem Enriqueem dosáhl Saúl 8. září 2018 svého prvního gólu pro svou zemi, a vyrovnal tak v zápase proti Anglii v Lize národů UEFA na stadionu Wembley, zápas skončil výhrou Španělska 2:1. O tři dny později také skóroval proti Chorvatsku, při vysokém vítězství 6:0 v jeho rodném městě Elche.

## Osobní život
Saúl pochází z fotbalové rodiny: jeho otec, José Antonio, hrál několik let za Elche CF – včetně sezóny 1984–85, kterou Elche odehrálo v La Lize – jako útočník; jeho bratři, Aarón a Jonathan, jsou také fotbalisty.
Saúl byl jednou z hvězd televizního dokumentárního seriálu Amazonu Prime Six Dreams, zaznamenaného během sezóny 2017/18.
V roce 2020 Saúl oznámil, že spolu se svým bratrem zahájí ve svém rodném městě Elche nový projekt, pro mladé nadějné fotbalisty, s americkou značkou Nike s názvem Club Costa City.

## Statistiky

### Klubové
K 16. červenci 2020
| Klub                       | Sezóna  | Liga               | Liga   | Liga | Pohár  | Pohár | Evropské poháry | Evropské poháry | Ostatní | Ostatní | Celkem | Celkem |
| Klub                       | Sezóna  | Liga               | Zápasy | Góly | Zápasy | Góly  | Zápasy          | Góly            | Zápasy  | Góly    | Zápasy | Góly   |
| -------------------------- | ------- | ------------------ | ------ | ---- | ------ | ----- | --------------- | --------------- | ------- | ------- | ------ | ------ |
| Atlético Madrid B          | 2010–11 | Segunda División B | 22     | 1    | —      | —     | —               | —               | —       | —       | 22     | 1      |
| Atlético Madrid B          | 2011–12 | Segunda División B | 22     | 1    | —      | —     | —               | —               | —       | —       | 22     | 1      |
| Atlético Madrid B          | 2012–13 | Segunda División B | 26     | 6    | —      | —     | —               | —               | —       | —       | 26     | 6      |
| Atlético Madrid B          | Celkem  | Celkem             | 70     | 8    | —      | —     | —               | —               | —       | —       | 70     | 8      |
| Atlético Madrid            | 2011–12 | Primera División   | 0      | 0    | 0      | 0     | 1               | 0               | —       | —       | 1      | 0      |
| Atlético Madrid            | 2012–13 | Primera División   | 2      | 0    | 2      | 0     | 7               | 0               | 0       | 0       | 11     | 0      |
| Atlético Madrid            | 2014–15 | Primera División   | 24     | 4    | 4      | 0     | 5               | 0               | 2       | 0       | 35     | 4      |
| Atlético Madrid            | 2015–16 | Primera División   | 31     | 4    | 4      | 2     | 13              | 3               | —       | —       | 48     | 9      |
| Atlético Madrid            | 2016–17 | Primera División   | 33     | 4    | 8      | 1     | 12              | 4               | —       | —       | 53     | 9      |
| Atlético Madrid            | 2017–18 | Primera División   | 36     | 2    | 5      | 0     | 15              | 4               | —       | —       | 56     | 6      |
| Atlético Madrid            | 2018–19 | Primera División   | 33     | 4    | 3      | 0     | 8               | 1               | 1       | 1       | 45     | 6      |
| Atlético Madrid            | 2019–20 | Primera División   | 35     | 6    | 1      | 0     | 8               | 1               | 2       | 0       | 46     | 7      |
| Atlético Madrid            | Celkem  | Celkem             | 194    | 24   | 27     | 3     | 69              | 13              | 5       | 1       | 295    | 41     |
| Rayo Vallecano (hostování) | 2013–14 | Primera División   | 34     | 2    | 3      | 0     | —               | —               | —       | —       | 37     | 2      |
| Celkem                     | Celkem  |                    | 298    | 34   | 30     | 3     | 69              | 12              | 5       | 1       | 402    | 51     |

### Reprezentační
K 18. listopadu 2019
| Španělsko | Španělsko | Španělsko |
| Rok       | Zápasy    | Góly      |
| --------- | --------- | --------- |
| 2016      | 1         | 0         |
| 2017      | 6         | 0         |
| 2018      | 8         | 2         |
| 2019      | 4         | 1         |
| Celkem    | 19        | 3         |

### Reprezentační góly
K 12. říjnu 2019 (skóre Španělska je vždy na prvním místě, sloupec "skóre" označuje skóre po každém góle Saúla)
| Číslo | Datum          | Místo                                    | Zápas | Soupeř     | Skóre | Výsledek | Soutěž                   |
| ----- | -------------- | ---------------------------------------- | ----- | ---------- | ----- | -------- | ------------------------ |
| 1     | 8. září 2018   | Wembley Stadium, Londýn, Anglie          | 11    | Anglie     | 1–1   | 2–1      | Liga národů UEFA 2018/19 |
| 2     | 11. září 2018  | Manuel Martínez Valero, Elche, Španělsko | 12    | Chorvatsko | 1–0   | 6–0      | Liga národů UEFA 2018/19 |
| 3     | 12. října 2019 | Ullevaal Stadion, Oslo, Norsko           | 18    | Norsko     | 1–0   | 1–1      | Kvalifikace na Euro 2020 |

## Úspěchy
- Sestava sezóny Evropské ligy UEFA – 2017/18[1]